# Millie Bright
Millie Bright, OBE (* 21. August 1993 in Chesterfield) ist eine englische Fußballspielerin. Sie spielt für die Chelsea FC Women in der FA Women’s Super League und seit 2016 in der englischen Nationalmannschaft.

## Werdegang

### Vereine
2009 wechselte Bright vom Sheffield United Centre of Excellence zu den Doncaster Belles. Nach der Saison 2014, in der sie mit ihrer Mannschaft in der WSL 2 den zweiten Platz belegte, wechselte sie zu den Chelsea FC Women, mit denen sie in ihrer ersten Saison die Meisterschaft und den Pokal gewann. Ihre Mannschaft war damit direkt für das Sechzehntelfinale der UEFA Women’s Champions League 2015/16 qualifiziert. In dem setzten sich die Chelsea Ladies mit zwei Siegen gegen den schottischen Meister Glasgow City LFC durch, verloren dann aber im Achtelfinale zweimal gegen den deutschen Vizemeister VfL Wolfsburg. In der folgenden Saison wurden die Chelsea Ladies Vizemeister und waren damit erneut für die UEFA Women’s Champions League 2016/17 qualifiziert. Bright hatte in der Saison mehr Einsätze als jede andere Chelsea-Spielerin und wurde auf verschiedenen Positionen in Mittelfeld und Abwehr eingesetzt. In der Champions League trafen sie diesmal bereits im Sechzehntelfinale auf die Wolfsburgerinnen. Nach einer 0:3-Heimniederlage gelang zwar in Wolfsburg ein 1:1, dies reichte aber nicht um die nächste Runde zu erreichen. 2017 wurde die FA WSL von einer Sommer-Saison auf den Rhythmus der meisten anderen europäischen Ligen umgestellt und die 2017er-Saison als „Spring Series“ von Februar bis Mai mit acht Spielen pro Mannschaft durchgeführt. Die Chelsea Ladies belegten nach diesen acht Spielen dank der besseren Tordifferenz vor Manchester City den ersten Platz. Bright kam in sieben der acht Spiele zum Einsatz.

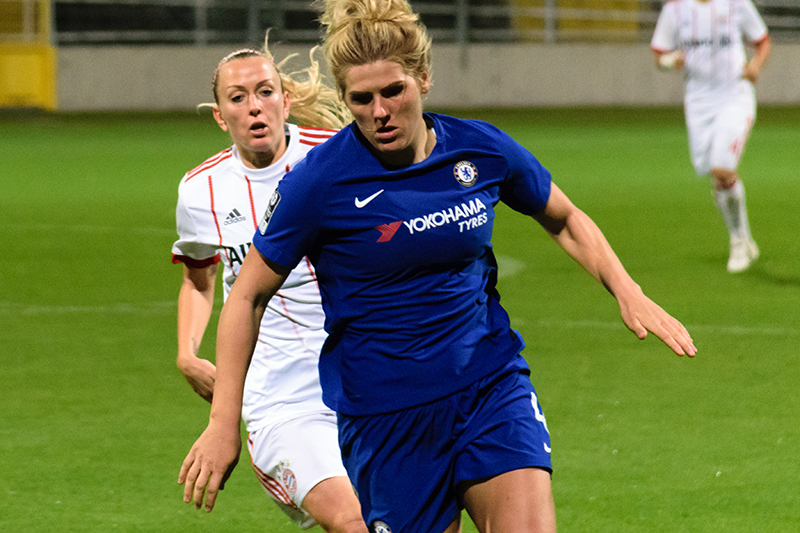
Bright im Oktober 2017

Die neue Saison startete dann im September 2017 und endete mit der Meisterschaft für Chelsea im Mai 2018. Parallel dazu nahmen die Ladies an der UEFA Women’s Champions League 2017/18 teil. Dabei schalteten sie im Sechzehntelfinale den deutschen Vizemeister FC Bayern München durch ein 1:0 im Heimspiel und eine 1:2-Auswärtsniederlage aufgrund der Auswärtstorregel aus. Es folgten zwei Siege im Achtelfinale gegen den schwedischen Vizemeister FC Rosengård und zwei Siege im Viertelfinale gegen den französischen Vizemeister HSC Montpellier. Im Halbfinale war dann wieder mit zwei Niederlagen gegen die Wolfsburgerinnen Endstation. Bright kam in allen acht Spielen zum Einsatz. In der UEFA Women’s Champions League 2018/19 gelang ihr dann beim 5:0 beim bosnischen Meister SFK 2000 Sarajevo im Sechzehntelfinale ihr erstes Tor auf europäischer Ebene. Mit einem 6:0-Heimsieg, bei dem sie erstmals in einem Spiel der Champions League nicht eingesetzt wurde, wurde das Achtelfinale erreicht. Hier wurde der Dritte der italienischen Meisterschaft AC Florenz mit 1:0 und 6:0 ausgeschaltet. Nachdem im Viertelfinale der französische Vizemeister Paris Saint-Germain durch ein mehr erzieltes Tor ausgeschaltet wurde, endete die Tour durch Europa im Halbfinale, wo Chelsea am französischen Meister Olympique Lyon aufgrund eines weniger erzielten Tores scheiterte. In der Super League endete die Saison auf dem dritten Platz.
Beim COVID-19-bedingten Abbruch der FA Women’s Super League 2019/20 stand Chelsea auf dem zweiten Platz, hatte aber die beste Quote und wurde daher zum Meister erklärt. Mit den Londonerinnen unterlag sie in der Saison 2020/21 im Champions-League-Finale den Spielerinnen des FC Barcelona mit 0:4. In der UEFA Women’s Champions League 2021/22 belegte sie mit Chelsea in der erstmals ausgetragenen Gruppenphase hinter den punktgleichen Mannschaften des VfL Wolfsburg und Juventus Turin nur den dritten Platz, da sie im direkten Vergleich die schlechtere Tordifferenz hatten. Entscheidend dabei war die 0:4-Auswärtsniederlage gegen Wolfsburg am letzten Spieltag. Bright kam bei den sechs Spielen zum Einsatz und verpasste keine Minute. Für die Gruppenphase der UEFA Women’s Champions League 2022/23 war sie mit Chelsea automatisch qualifiziert. Sie wurde in vier Gruppenspielen eingesetzt und erzielte das Tor zum 1:0-Sieg im ersten Spiel gegen Paris Saint-Germain. Als Gruppensieger war Chelsea für das Viertelfinale qualifiziert, wo sie im März auf Titelverteidiger Olympique Lyon trafen und sich nach einer 0:1-Niederlage in Lyon und einem 2:1-Heimsieg im Elfmeterschießen durchsetzten. Im Halbfinale verloren sie daheim mit 0:1 gegen die Frauen des FC Barcelona, so dass das 1:1 im Rückspiel nicht reichte, um das Finale zu erreichen.

### Nationalmannschaft
Im Juni 2016 nahm sie mit der U-23-Mannschaft am Nordic Cup in Burton-upon-Trent, wo sie mit ihrer Mannschaft hinter der U-23-Mannschaft der USA den zweiten Platz belegte.
Ihren ersten Einsatz in der A-Nationalmannschaft hatte sie am 20. September 2016 im letzten Spiel der Qualifikation für die EM 2017 gegen Belgien. Sie wurde in der Schlussminute für Karen Carney eingewechselt. Es folgten Einsätze im Januar 2017 während eines Trainingslager in Spanien gegen Norwegen und Schweden, beim SheBelieves Cup 2017 und in der weiteren Vorbereitung auf die EM in den Niederlanden. Für die EM wurde sie als Feldspielerin mit den wenigsten Länderspielen für England nominiert, gehörte dort aber zu den drei Spielerinnen, die alle fünf Spiele der englischen Mannschaft mitmachten. Lediglich im letzten Gruppenspiel gegen Portugal wurde sie nach 60 Minuten ausgewechselt. Im mit 0:3 gegen den späteren Europameister Niederlande verlorenen Halbfinale unterlief ihr in der vierten Minute der Nachspielzeit ein Eigentor. In der erfolgreich verlaufenen Qualifikation für die WM 2019 wurde sie in vier von acht Spielen eingesetzt. Zudem kam sie in den drei Spielen beim SheBelieves Cup 2018 zum Einsatz, wo ihr beim 2:2 gegen Deutschland erneut ein Eigentor unterlief.
Für den von den Engländerinnen erstmals gewonnenen SheBelieves Cup konnte sie verletzungsbedingt nicht nominiert werden. Sie kam 2019 erst wieder beim 2:1-Sieg gegen Spanien zum Einsatz. Am 8. Mai wurde sie dann für die WM nominiert. Bei der WM kam sie in zwei Gruppenspielen sowie dem Achtel-, Viertel- und Halbfinale zum Einsatz. Da sie im Halbfinale die Gelb-Rote Karte erhielt, konnte sie im Spiel um Platz 3 nicht eingesetzt werden. Am Ende sprang für ihre Mannschaft der vierte Platz heraus.
Am 13. April 2021 trug sie bei der 0:2-Niederlage im Freundschaftsspiel gegen Kanada erstmals die Kapitänsbinde.
Am 27. Mai 2021 wurde sie für das Team GB nominiert, das an den wegen der COVID-19-Pandemie um ein Jahr verschobenen Olympischen Spielen in Tokio teilnahm. Bei den Spielen wurde sie im ersten und dritten Gruppenspiel, bei denen sie jeweils über 90 Minuten spielte, und im Viertelfinale gegen Australien eingesetzt, dort aber erst in der 58. Minute eingewechselt. Die Britinnen verloren mit 3:4 nach Verlängerung.
Im zweiten Spiel der Qualifikation für die WM 2023 erzielte sie beim 10:0-Sieg gegen Luxemburg ihre ersten beiden Länderspieltore zum 7:0- und 8:0-Zwischenstand.
Beim 1:0-Sieg gegen Österreich trug sie erstmals die Kapitänsbinde in einem Pflichtspiel. Auch beim 20:0-Rekordsieg gegen Lettland, dem höchsten Sieg einer europäischen Mannschaft, war sie Kapitänin.
Am 17. Mai 2022 wurde sie für den vorläufigen EM-Kader benannt. Am 15. Juni wurde sie auch für den finalen Kader berücksichtigt. Bei der EM wurde sie in allen sechs Spielen ihrer Mannschaft eingesetzt, wurde zur Spielerin des Viertelfinales gegen Spanien gewählt und beendete das Turnier mit dem ersten EM-Titel für England.
Sie wurde auch in den letzten beiden Spielen der Qualifikation für die WM 2023 nach der EM eingesetzt und qualifizierte sich am 3. September mit ihrer Mannschaft durch einen 2:0-Sieg in Wiener Neustadt gegen Österreich für die WM-Endrunde. Am 31. Mai 2023 wurde sie als eine von 23 Spielerinnen für die WM-Endrunde in Australien und Neuseeland nominiert. Sie kam als Kapitänin in allen sieben Spielen zum Einsatz und verpasste dabei keine Minute. Die Engländerinnen erreichten erstmals das Finale, verloren es aber mit 0:1 gegen Spanien.
Da erstmals das Abschneiden bei der WM für die europäischen Teams nicht entscheidend für die Qualifikation zu den Olympischen Spielen 2024 war, verhalf ihnen der Finaleinzug nicht zur Olympiateilnahme. Sie mussten sich über die neue UEFA Women’s Nations League 2023/24 stellvertretend für die Britische Fußballolympiamannschaft der Frauen für die Spiele in Paris qualifizieren. Die Engländerinnen verloren aber die Spiele in Belgien und den Niederlanden und verpassten als Gruppenzweite das Final Four Turnier, bei dem um zwei Olympiatickets gespielt wurde. Bright kam verletzungsbedingt nur in den ersten vier Spielen zum Einsatz.

## Erfolge
- Vereine:
  - Englische Meisterin: 2015, 2017, 2017/18, 2019/20, 2020/2021, 2021/2022, 2022/23, 2023/24, 2024/25
  - Englische Pokalsiegerin: 2014/15, 2017/18, 2021/2022, 2022/23, 2024/25
  - WSL Cup 2019/20, 2020/21, 2024/25
  - Women’s FA Community Shield 2020/21 (1 Tor beim 2:0-Sieg gegen Manchester City)
- Nationalmannschaft:
  - Arnold Clark Cup: Gewinnerin 2022 und 2023
  - Europameisterin 2022
  - Vizeweltmeisterin 2023

## Auszeichnungen
- England Young Player of the Year 2016
- Officer of the Order of the British Empire[16]